# Mariana Richaudeau
Mariana Roxana Richaudeau (Buenos Aires, 11 de diciembre de 1975) es una actriz argentina. Ha trabajado en cine, televisión, teatro y radio.
Comenzó su carrera profesional, luego de obtener el título de actriz nacional en la Escuela Nacional de arte Dramático, con la obra Ruta 14 en el Teatro Payró bajo la dirección de Roberto Castro; en el año 1998 debuta en televisión en el ciclo televisivo Gasoleros para la productora Pol-Ka. En ese período participó en varias obras en el TGSM y el Teatro Nacional Cervantes, entre ellas El misántropo de Molière, La excelsa, Las sacrificadas de Horacio Quiroga, La muerte de Dantón de Georg Büchner, etc.

## Filmografía

### Cine
| Año  | Título                         | Papel           | Dirección                        |
| ---- | ------------------------------ | --------------- | -------------------------------- |
| 1999 | El mismo amor, la misma lluvia | Leticia         | Juan José Campanella             |
| 2004 | El juego de la verdad          | Cajera          | Álvaro Fernández Armero          |
| 2005 | María y Juan                   | Vecina ascensor | David Bisbano                    |
| 2006 | Génesis                        | Alina           | Rodolfo Carnevale y Karina Berto |
| 2011 | Viudas                         | Médica          | Marcos Carnevale                 |
| 2012 | Alumbrando en la oscuridad     | Madre           | Mónica Gazpio                    |
| 2013 | Historias breves 8             | Mamá de Mateo   | María Monserrat Echevarría       |
| 2015 | Lusers                         | Marina          | Ticoy Rodríguez                  |

### Televisión
| Año  | Título                        | Papel                          | Notas                                  |
| ---- | ----------------------------- | ------------------------------ | -------------------------------------- |
| 1998 | Gasoleros                     | Sofía                          |                                        |
| 1999 | Campeones de la vida          | Natalia                        |                                        |
| 2000 | Primicias                     | Andrea                         |                                        |
| 2001 | EnAmorArte                    | Patricia «Pato»                |                                        |
| 2002 | 099 Central                   | Mavy                           |                                        |
| 2003 | Costumbres argentinas         | Rosita                         |                                        |
| 2003 | Tres padres solteros          | Mónica                         |                                        |
| 2004 | Los pensionados               | Roxana                         |                                        |
| 2005 | Floricienta                   | Camila Acosta                  |                                        |
| 2006 | Chiquititas sin fin           | Lucía Berruet                  |                                        |
| 2006 | Un cortado, historias de café |                                |                                        |
| 2008 | Mujeres asesinas              |                                | Episodio: «Thelma, impaciente»         |
| 2008 | Mujeres asesinas              | Episodio: «Azucena, vengadora» |                                        |
| 2008 | Socias                        | Lily                           |                                        |
| 2009 | Herencia de amor              |                                |                                        |
| 2010 | Malparida                     | Lucía del Corral               |                                        |
| 2011 | El hombre de tu vida          | Mujer militante                |                                        |
| 2011 | Decisiones de vida            | Ana                            | Episodio: «Espinas en el corazón»      |
| 2013 | Historias de corazón          |                                | Episodio: «La sierra de los Benteveos» |
| 2013 | Solamente vos                 | Diana                          |                                        |
| 2014 | Mis amigos de siempre         | Marisa                         |                                        |
| 2015 | El mal menor                  | Maestra de Ramiro              | Episodio: «Ramiro»                     |
| 2015 | Signos                        | Secretaria                     | Episodio: «Mes de capricornio»         |
| 2017 | En viaje                      | Elena                          | Episodio: «Ella y yo»                  |
| 2023 | Planners                      | Susana                         | Episodio: «¿Podemos hablar?»           |

## Teatro
- 2000: La excelsa - Godoy
- 2001: Blanco sobre blanco
- 2002: El Misántropo -
- 2002: Edilicia
- 2002-2008: Pampa
- 2004: Punto páramo
- 2004: Las sacrificadas
- 2005: La muerte de Danton
- 2018: Encuentro modo avión - Directora y dramaturga

## Premios
Ha recibido nominaciones y premios en teatro y cine, como el Trinidad Guevara, Revelación femenina, Rol secundario por la película El mismo amor, la misma lluvia, la mención especial del jurado «Mejor Actriz» festival de cine de la Enerc y en teatro festival del Mercosur.